# FIVB World Tour 2009 der Frauen
Die FIVB World Tour 2009 der Frauen bestand aus 15 Beachvolleyball-Turnieren, von denen vier als Grand Slam und elf als Open ausgetragen wurden. Hinzu kam die Weltmeisterschaft in Stavanger in Norwegen.

## Turniere

### Brasilia Open (20. bis 25. April)
| Platz | Team                                      |
| ----- | ----------------------------------------- |
| 1     | Larissa França / Juliana Felisberta Silva |
| 2     | Jennifer Kessy / April Ross               |
| 3     | Sara Goller / Laura Ludwig                |
| 4     | Nicole Branagh / Elaine Youngs            |
| 5     | Doris Schwaiger / Stefanie Schwaiger      |
| 5     | Renata Ribeiro / Vanilda Leão             |
| 7     | Maria Clara Salgado / Carolina Solberg    |
| 7     | Maria Tsiartsiani / Vasiliki Arvaniti     |

Zum ersten Mal seit 2004 startete die Tour wieder in Brasilien, diesmal in der Hauptstadt. In der Qualifikation scheiterten die Österreicherinnen Jirak/Rimser. Ihre Landsfrauen Hansel/Montagnolli wurden wie die Schweizerinnen Kuhn/Zumkehr Neunte, Doris und Stefanie Schwaiger aus Österreich erreichten den fünften Platz. Die Deutschen Claudia Lehmann und Julia Sude mussten dagegen sieglos die Heimreise antreten. Ohne Niederlage erreichten Sara Goller und Laura Ludwig das Halbfinale, mussten sich dort jedoch den US-Amerikanerinnen Kessy/A. Ross geschlagen geben. Die Deutschen konnten sich anschließend die Bronzemedaille gegen Branagh/Youngs sichern, die zuvor gegen Larissa/Juliana verloren hatten. Die Brasilianerinnen gewannen auch das Finale.

### Shanghai Open (28. April bis 2. Mai)
| Platz | Team                                   |
| ----- | -------------------------------------- |
| 1     | Maria Antonelli / Talita Antunes       |
| 2     | Wang Jie / Zuo Man                     |
| 3     | Maria Clara Salgado / Carolina Solberg |
| 4     | Sara Goller / Laura Ludwig             |
| 5     | Doris Schwaiger / Stefanie Schwaiger   |
| 5     | Renata Ribeiro / Vanilda Leão          |
| 7     | Becchara Palmer / Heike Jensen         |
| 7     | Katrin Holtwick / Ilka Semmler         |

Das deutsche Beachpaar Großner/Fischer schied in der Qualifikation aus. Lehmann/Sude erreichten mit einem Sieg im Hauptfeld den 17. Rang. Holtwick/Semmler und Goller/Ludwig überstanden die ersten beiden Runden ohne Niederlage. Im anschließenden Duell der beiden Teams behielten Letztgenannte die Oberhand. Den Schwaiger Schwestern gelangen ebenfalls drei Siege in Folge. Die gebürtigen Allentsteigerinnen verloren die beiden nächsten Begegnungen und belegten den fünften Platz im Abschlussklassement. Goller/Ludwig verloren ihr folgendes Match gegen Antonelli/Talita, die sich nach weiteren Erfolgen über ihre brasilianischen Landsfrauen Maria Clara/Carol im Halbfinale und Wang/Zuo aus China im Endspiel die Goldmedaille sichern konnten. Sara Goller und Laura Ludwig wurden Vierte, Katrin Holtwick und Ilka Semmler sicherten sich den siebten Platz.

### Ōsaka Open (19. bis 24. Mai)
| Platz | Team                                      |
| ----- | ----------------------------------------- |
| 1     | Larissa França / Juliana Felisberta Silva |
| 2     | Maria Antonelli / Talita Antunes          |
| 3     | Sanne Keizer / Marleen Van Iersel         |
| 4     | Angela Akers / Tyra Turner                |
| 5     | Maria Clara Salgado / Carolina Solberg    |
| 5     | Maria Tsiartsiani / Vasiliki Arvaniti     |
| 7     | Renata Ribeiro / Vanilda Leão             |
| 7     | Sara Goller / Laura Ludwig                |

### SeoulOpen (26. bis 31. Mai)
| Platz | Team                                      |
| ----- | ----------------------------------------- |
| 1     | Maria Antonelli / Talita Antunes          |
| 2     | Jennifer Kessy / April Ross               |
| 3     | Renata Ribeiro / Vanilda Leão             |
| 4     | Hana Klapalová / Tereza Petrová           |
| 5     | Maria Clara Salgado / Carolina Solberg    |
| 5     | Nila Ann Håkedal / Ingrid Tørlen          |
| 7     | Larissa França / Juliana Felisberta Silva |
| 7     | Chen Xue / Zhang Xi                       |

### Weltmeisterschaft in Stavanger (25. Juni bis 4. Juli)
siehe auch Hauptartikel Beachvolleyball-Weltmeisterschaft 2009
| Platz | Team                                      |
| ----- | ----------------------------------------- |
| 1     | Jennifer Kessy / April Ross               |
| 2     | Larissa França / Juliana Felisberta Silva |
| 3     | Maria Antonelli / Talita Antunes          |
| 4     | Ana Paula Connelly / Shelda Bede          |
| 5     | Doris Schwaiger / Stefanie Schwaiger      |
| 5     | Sanne Keizer / Marleen Van Iersel         |
| 5     | Nicole Branagh / Elaine Youngs            |
| 5     | Angela Akers / Tyra Turner                |

#### Vorrunde im Pool System
Ungeschlagen überstanden Sara Goller und Laura Ludwig die Poolrunde. Mit je zwei Erfolgen erreichten Holtwick/Semmler, Pohl/Rau als Gruppenerste und Günther/Banck als Zweite das Hauptfeld. Sieglos schieden dagegen Lehmann/Sude ebenso aus wie die Schweizerin Muriel Grässli mit ihrer Partnerin Tanja Guerra Arias-Schmocker. Deren Zwillingsschwester Sarah machte es besser und erreichte mit Isabelle Forrer wie auch das Duo Kuhn/Zumkehr die nächste Runde. Mit drei Spielgewinnen kamen die Schwaiger Schwestern weiter, während dies dem anderen österreichischen Team Hansel/Montagnolli mit einem Sieg nicht gelang. Die ersten zehn Beachpaare der Setzliste erreichten alle die Runde der 32 besten Mannschaften.

#### Hauptrunde
Von den deutschsprachigen Duos erreichten nur Goller/Ludwig, die Banck/Günther ausschalten konnten, und Stephanie und Doris Schwaiger das Achtelfinale. Die Deutschen verloren anschließend gegen Akers/Turner, während die Österreicherinnen erst im Viertelfinale gegen Antonelli/Talita ausschieden. Das brasilianische Team verlor in der Vorschlussrunde gegen seine Landsfrauen Larissa und Juliana. Kessy/A. Ross bezwangen im anderen Halbfinale Ana Paula/Shelda und sicherten sich anschließend auch noch die Goldmedaille. Bronze erkämpften sich Antonelli und Talita.

### Grand Slam in Gstaad (6. bis 11. Juli)
| Platz | Team                                      |
| ----- | ----------------------------------------- |
| 1     | Maria Antonelli / Talita Antunes          |
| 2     | Larissa França / Juliana Felisberta Silva |
| 3     | Nicole Branagh / Elaine Youngs            |
| 4     | Sanne Keizer / Marleen Van Iersel         |
| 5     | Ana Paula Connelly / Shelda Bede          |
| 5     | Sara Goller / Laura Ludwig                |
| 5     | Katrin Holtwick / Ilka Semmler            |
| 5     | Jennifer Kessy / April Ross               |

### Grand Slam in Moskau (13. bis 18. Juli)
| Platz | Team                                      |
| ----- | ----------------------------------------- |
| 1     | Larissa França / Juliana Felisberta Silva |
| 2     | Renata Ribeiro / Vanilda Leão             |
| 3     | Sara Goller / Laura Ludwig                |
| 4     | Katrin Holtwick / Ilka Semmler            |
| 5     | Barbara Hansel / Sara Montagnolli         |
| 5     | Doris Schwaiger / Stefanie Schwaiger      |
| 5     | Maria Antonelli / Talita Antunes          |
| 5     | Angela Akers / Tyra Turner                |

### World Series 13 Grand Chelem Marseille (20. bis 26. Juli)
| Platz | Team                                   |
| ----- | -------------------------------------- |
| 1     | Jennifer Kessy / April Ross            |
| 2     | Maria Tsiartsiani / Vasiliki Arvaniti  |
| 3     | Sara Goller / Laura Ludwig             |
| 4     | Maria Antonelli / Talita Antunes       |
| 5     | Ana Paula Connelly / Shelda Bede       |
| 5     | Maria Clara Salgado / Carolina Solberg |
| 5     | Daniela Gioria / Giulia Momoli         |
| 5     | Angela Akers / Tyra Turner             |

### Grand Slam in Klagenfurt (27. Juli bis 1. August)
| Platz | Team                                      |
| ----- | ----------------------------------------- |
| 1     | Larissa França / Juliana Felisberta Silva |
| 2     | Nicole Branagh / Elaine Youngs            |
| 3     | Jennifer Kessy / April Ross               |
| 4     | Barbara Hansel / Sara Montagnolli         |
| 5     | Ana Paula Connelly / Shelda Bede          |
| 5     | Maria Antonelli / Talita Antunes          |
| 5     | Sanne Keizer / Marleen Van Iersel         |
| 5     | Angela Akers / Tyra Turner                |

### Mazuri Open in Stare Jabłonki (3. bis 8. August)
| Platz | Team                                      |
| ----- | ----------------------------------------- |
| 1     | Larissa França / Juliana Felisberta Silva |
| 2     | Louise Bawden / Becchara Palmer           |
| 3     | Maria Antonelli / Talita Antunes          |
| 4     | Vivian Cunha / Ângela Lavalle             |
| 5     | Barbara Hansel / Sara Montagnolli         |
| 5     | Doris Schwaiger / Stefanie Schwaiger      |
| 7     | Ana Paula Connelly / Shelda Bede          |
| 7     | Katrin Holtwick / Ilka Semmler            |

### Kristiansand Open (10. bis 15. August)
| Platz | Team                                      |
| ----- | ----------------------------------------- |
| 1     | Maria Antonelli / Talita Antunes          |
| 2     | Doris Schwaiger / Stefanie Schwaiger      |
| 3     | Larissa França / Juliana Felisberta Silva |
| 4     | Nila Ann Håkedal / Ingrid Tørlen          |
| 5     | Louise Bawden / Becchara Palmer           |
| 5     | Renata Ribeiro / Vanilda Leão             |
| 7     | Barbara Hansel / Sara Montagnolli         |
| 7     | Sara Goller / Laura Ludwig                |

### Åland Open (17. bis 22. August)
| Platz | Team                                      |
| ----- | ----------------------------------------- |
| 1     | Larissa França / Juliana Felisberta Silva |
| 2     | Jennifer Kessy / April Ross               |
| 3     | Maria Antonelli / Talita Antunes          |
| 4     | Ana Paula Connelly / Shelda Bede          |
| 5     | Doris Schwaiger / Stefanie Schwaiger      |
| 5     | Sara Goller / Laura Ludwig                |
| 7     | Sanne Keizer / Marleen Van Iersel         |
| 7     | Angela Akers / Tyra Turner                |

### Den Haag Open (24. bis 29. August)
| Platz | Team                                        |
| ----- | ------------------------------------------- |
| 1     | Larissa França / Juliana Felisberta Silva   |
| 2     | Maria Antonelli / Talita Antunes            |
| 3     | Vivian Cunha / Ângela Lavalle               |
| 4     | Soňa Nováková-Dosoudilová / Lenka Háječková |
| 5     | Renata Ribeiro / Vanilda Leão               |
| 5     | Maria Tsiartsiani / Vasiliki Arvaniti       |
| 7     | Sanne Keizer / Marleen Van Iersel           |
| 7     | Nila Ann Håkedal / Ingrid Tørlen            |

### Barcelona Open (8. bis 13. September)
| Platz | Team                                      |
| ----- | ----------------------------------------- |
| 1     | Larissa França / Juliana Felisberta Silva |
| 2     | Maria Antonelli / Talita Antunes          |
| 3     | Jennifer Kessy / April Ross               |
| 4     | Angela Akers / Tyra Turner                |
| 5     | Maria Clara Salgado / Carolina Solberg    |
| 5     | Sara Goller / Laura Ludwig                |
| 7     | Ana Paula Connelly / Shelda Bede          |
| 7     | Maria Tsiartsiani / Vasiliki Arvaniti     |

### Sanya Open (27. Oktober bis 1. November)
| Platz | Team                                        |
| ----- | ------------------------------------------- |
| 1     | Simone Kuhn / Nadine Zumkehr                |
| 2     | Jennifer Kessy / April Ross                 |
| 3     | Angela Akers / Tyra Turner                  |
| 4     | Greta Cicolari / Marta Menegatti            |
| 5     | Sara Goller / Laura Ludwig                  |
| 5     | Maria Tsiartsiani / Vasiliki Arvaniti       |
| 7     | Daniëlle Remmers / Sophie van Gestel        |
| 7     | Jekaterina Chomjakowa / Anastassija Wassina |

### Phuket Thailand Open (3. bis 8. November)
| Platz | Team                                  |
| ----- | ------------------------------------- |
| 1     | Jennifer Kessy / April Ross           |
| 2     | Angela Akers / Tyra Turner            |
| 3     | Marija Bratkowa / Jewgenija Ukolowa   |
| 4     | Lauren Fendrick / Ashley Ivy          |
| 5     | Liliana Fernández / Elsa Baquerizo    |
| 5     | Sanne Keizer / Marleen Van Iersel     |
| 7     | Linjun Ji / Xue Chen                  |
| 7     | Maria Tsiartsiani / Vasiliki Arvaniti |

## Auszeichnungen des Jahres 2009
| FIVB Tour Champion    | Larissa França / Juliana Felisberta da Silva |
| Team of the year      | Larissa França / Juliana Felisberta da Silva |
| Most Outstanding      | Juliana Felisberta da Silva                  |
| Sportsperson          | Shelda Bede                                  |
| Top Rookie            | Louise Bawden, Angela Akers                  |
| Most Inspirational    | Shelda Bede                                  |
| Most Improved Player  | Marleen Van Iersel                           |
| Best Blocker          | Juliana Felisberta da Silva                  |
| Best Hitter           | April Ross                                   |
| Best Offensive Player | April Ross                                   |
| Best Server           | Maria Clara Salgado Rufino                   |
| Best Setter           | Larissa França                               |
| Best Defensive Player | Larissa França                               |

Quelle: